# Verclause
Verclause é uma comuna francesa na região administrativa de Auvérnia-Ródano-Alpes, no departamento de Drôme. Estende-se por uma área de 26,14 km². Em 2010 a comuna tinha 61 habitantes (densidade: 2,3 hab./km²).